# ミツデカエデ
ミツデカエデ（三手楓、学名: Acer cissifolium）はムクロジ科カエデ属の落葉高木。日本固有種で山地に生える。雌雄異種。小葉が3枚ついて1枚の葉を構成する3出複葉が特徴のカエデである。中国名は蘞葉槭。

## 分布と生育環境
日本固有種。北海道（日高地方、夕張地方、渡島半島）、本州、四国および九州に分布し、温帯の山地の湿り気のある肥沃な谷間などに生育する。渓流沿いや林道わきなどの比較的日のあたる場所に多い。関東地方では標高200 - 1300メートル (m) に見られる。人為的に植えられることは稀である。

## 形態・生態
落葉広葉樹の小高木から高木。樹高は20メートル (m) に、幹の直径は10 - 20センチメートル (cm) になる。樹皮は灰褐色で滑らかだが、のちに縦に裂ける。枝は紫褐色または赤褐色で、今年枝（一年枝）には上向きの白い短毛が生える。
葉は花がつく枝に1 - 3対、花のつかない枝に1 - 7対、対生する。3出複葉になり、小葉は、長さ4 - 8 cm、幅2 - 4 cmの卵状楕円形で、先端は尾状に鋭くとがり、基部はくさび形になり、縁には欠刻状の粗い鋸歯がある。葉の両面にまばらに白い毛が生え、裏面の脈腋には毛が密生する。葉柄は長さ3 - 8 cmあり、紅色で、白色の毛がある。頂小葉の小葉柄は長さ0.3 - 1.5 cm、側小葉の小葉柄は、頂小葉のものより短い。秋に紅葉してから落葉し、黄色や橙色から赤色に色づくが、色が褐色にくすむことも多い。
花期は5月。葉の展開後に、長さ5 - 15 cmの総状花序が有花枝の先端から垂れ下がる。花は淡黄色で4数性、花序に20 - 50個つく。花柄は長さ2 - 5ミリメートル (mm) 、萼片は4個で、長さ約1 mmになる卵形、花弁は4個で、長さ約2.5 mmになる線形。雄花の雄蕊はふつう4個で、長さ約2 mmになり花糸の下部がふくらむ。雌花には退化雄蕊はなく、子房は毛が散生するかまたは無毛、花柱は短く花柱分枝は長く広く開出する。
果期は6 - 7月。果実は翼果で、房状に多数つき、冬でも枝に残る。分果の長さは2.5 - 3 cmになり、翼果は平行または鋭角に開く。果実は7 - 10月に熟す。
冬芽は卵形や広卵形の鱗芽で、芽鱗は4枚、毛が多く枝と同色である。枝先につく頂芽は側芽よりも大きく、頂生側芽を伴う。枝の側芽は対生する。鱗片葉は長さ約1.2 cmになる楕円形で、背面には伏軟毛が密生する。葉痕はV字形やU字形で、維管束痕が3個つく。
- 雄花序
- 雌花序
- 葉は3出複葉
- 葉と若い翼果
- 紅葉した葉

## 利用
材は、器具材、薪炭材として利用される。また、庭木、公園樹、街路樹として植栽される。